# 御供衆
御供衆（おともしゅう）は、室町幕府将軍の出行に供奉した人物である。また、御相伴衆のように幕府における身分・格式を示す一種の称号でもあった。その格式は、御相伴衆・国持衆・準国主・外様衆に次ぐものであったが、将軍の出行に供奉するという点で、将軍に最も親近な名誉的な職であったと推測されている。

## 形態・役割
三番編成であり、構成員は御相伴衆を出す家の子弟や弱小守護家の当主、奉公衆や政所執事伊勢家など多岐に渡った。その役割は将軍出行の行列の行装を整えることにあり、遊興目的などに際しては供奉の必要がなかったという。供奉にあたっての人数は5～6名前後と一定せず、往復で人員が異なることもあったというが、御供の中心は何れにおいても御剣役が中心でおり、その役目を担う家は固定されていた。また日野富子の御供衆が将軍とは別個に定められていたという。

### 御供衆の成立
御供衆が記録にはっきりと現れてくるのは、足利義政の寛正年間頃からであるという。それ以前の武家様における将軍出行の供奉は大名が務めていたが、寛正頃（1460年- 1466年）になると義政の頻繁な出行や出行を担ってきた小侍所の形骸化に加え、諸大名間の派閥抗争の激化が従来の大名による供奉を難しくした。これによって新たな形式が求められ、足利義量が行っていた近習供奉の形式を参考に、新たな方式として整えられたと考えられている。この義政期に成立した形式が明応の政変まで維持されたという。

#### 成立期についての備考
かつては江戸中期の有職故実家である伊勢貞丈の『貞丈雑記』における、足利尊氏の挙兵にお供をして鎌倉から上洛した武将たちのことであり、それらの子孫を後々まで御供衆と名付けたという説明によって解釈されてきたが、この説には江戸末期においても松岡行義が『相京職鈔』にて疑問を呈しており、『永享以来御番帳』をもとに足利義教期に成立したと考えられるようになった。しかし、この交名（名簿）に出てくる人員と記録に現れてくる義教の出行に供奉した者達との差異から、これは後世に編まれたものであるとの指摘が出され、代わって義政の寛正5年（1464年）の『糺河原勧進猿楽日記』こそが義政の御供衆の交名としてもっとも古いものであるとの見解が出されたという。

### 戦国期における変化
戦国期に入ると御供衆の人員も大きく変わったが、将軍に供奉するという実際的な役目がある以上、単純な名誉職とはならなかったという。例えば、将軍出行の形式は公家様・武家様とあるが、永正5年（1508年）に足利義尹（義材・義稙）が参内に際して公家様を行って以降は殆ど公家様は行われず、将軍出行形式といえば御供衆の供奉であるという程になったという。また役典として、義晴期・義輝期には毛氈鞍覆・白傘袋の使用が認められていた。そして、御相伴衆が名誉職となり将軍の陪膳を務めることが無くなると、御供衆がこれを代わって務めたという。

## 御供衆一覧
以下は二木謙一の論考をもとにしたものである。人名比定もこの論考によるが、二木が判断に悩んだものには「？」が付されている。記載順について、交名は記載順のままとして、表などから拾い集めたものは論考では登場年代順となっていたものを家毎にまとめ直してある。また、この論考によらないものを「その他」にまとめた。

### 戦国以前
二木は以下の『長禄二年以来申次記』記載の24名について、寛正5年（1464年）の『糺河原勧進猿楽日記』、寛正6年（1465年）の『斎藤親基日記』『親元日記』の交名と比較したところ、17名迄が重複していることを以て採用している。また「明応以前」は『宗五大草紙』所収の文明11年（1479年）の交名、『親元日記』の文明13年（1481年）の交名、『常徳院江州御動座当時在陣衆着至』（鈎の陣）、『東山殿時代大名外様附』（明応初年頃）をもとに書かれた表から、実名比定されているものを抜粋した。取捨したものには富樫中務少輔・一色吉原三郎などがいる。

#### 『長禄二年以来申次記』
細川右馬頭入道道賢（細川持賢）

細川下野入道常忻（細川持春）？

畠山宮内大輔教国（畠山教国（畠山義忠の弟））

山名宮内少輔豊之（山名豊之）

同息兵部大輔勝久（細川勝久）

畠山播磨守教元（畠山教元）

上野民部大輔持頼（上野持頼（足利氏系上野氏））

細川淡路守成春（細川成春）

畠山中務少輔政光（畠山政光）

赤松刑部少輔

富樫中務大輔（富樫家真？）

同備中守貞藤（伊勢貞藤）
同息政国（細川政国）

同息民部少輔教国（細川教春）？

一色兵部少輔義遠（一色義遠）

細川上総介氏久（勝久の父・細川氏久）

細川讃岐九郎

大舘兵庫頭教氏（大舘教氏）

山名七郎豊氏（山名豊氏）

一色五郎政氏（一色政氏）

武田治部少輔国信（武田国信）

赤松上総介元家（有馬元家）

伊勢守貞親朝臣（伊勢貞親）

同兵庫助貞宗（伊勢貞宗）

#### 明応以前
武田信親

山名豊重

一色政煕（上杉政憲の実兄）

一色政具

畠山政元

畠山政近

細川政春

細川政賢

細川尚春

細川義春？

上野政直（足利氏系上野氏）
赤松元祐

赤松範行

赤松則秀（有馬則秀、元家の子）

赤松澄則（有馬澄則、則秀の子）

赤松元範？

伊勢貞陸

伊勢貞誠

伊勢貞職

大舘尚氏（教氏の子）

大舘政重（政信とも、尚氏の従兄）
注:長禄年間（1457年- 1460年）、足利義政在職期間：（1449年- 1473年）。

### 戦国以降
戦国期には交名が『永禄六年諸役人附』ばかりであり、以下を作成するのに古記録から拾い集めたという。

#### 義稙期
- 一色宮内少輔
- 一色兵部少輔
- 一色弥五郎
- 細川右馬頭（尹賢）
- 細川淡路二郎（尚春）
- 細川駿河守
- 細川四郎（藤賢）
- 畠山次郎（義統）
- 畠山式部少輔（順光）
- 畠山七郎
- 畠山宮内少(大)輔
- 赤松播磨守
- 大舘伊予守（尚氏）
- 大舘刑部少輔（政重）
- 大舘上総介
- 伊勢備中守（貞親）
- 伊勢兵庫助（貞忠）
- 伊勢因幡守（貞秦）
- 伊勢左京亮（貞信）

#### 義晴期
- 一色兵部大輔（晴具？）
- 一色下総守
- 一色新九郎
- 細川右馬頭（尹賢）
- 細川九郎
- 細川駿河守
- 細川三郎四郎（輝経の父・晴経）
- 細川右馬頭（政賢の孫・晴賢）
- 細川伊豆守（高久、藤孝の養祖父、一説に父[要出典]）
- 畠山次郎（稙長）
- 畠山上野介
- 大舘兵庫頭（尚氏の子・高信）
- 大舘又三郎
- 大舘左衛門佐（晴光）
- 大舘治部大輔（晴忠）
- 伊勢伊勢守（貞忠）
- 伊勢左京亮（貞倍）
- 伊勢備中守（貞親）
- 上野弥三郎（信孝）
- 朽木民部少輔（稙綱）
- 朝倉弾正左衛門（孝景）
- （秋月稙方）

#### 義輝期
『永禄六年諸役人附』
- 大舘晴光
- 大舘十郎輝光（晴光の子）
- 細川輝経（晴経の子）
- 大舘伊予守晴忠
- 仁木七郎（仁木民部少輔）
- 一色藤長
- 細川藤孝
- 上野孫三郎
- 一色兵部大輔輝清
- 畠山尉松
- 伊勢因幡入道心栄
- 伊勢七郎左衛門尉貞知
- 上野陸奥守信忠
- 上野大蔵大輔豪為
- 武田信実
- 佐々木治部大輔高成
- 一色播磨守晴家
- 武田治部少輔信堅 (武田信賢)
- 和田惟政
- 伊勢宮千代
- 畠山次郎
- 上野民部大輔憲忠

義輝期追加

- 伊勢伊勢守（貞孝）
- 伊勢兵庫頭（貞良）
- 三好筑前守（長慶）
- 三好筑前守（義長）
- 松永弾正忠（久秀）
- 朽木民部少輔（元綱？）

#### 義栄期
『幕府供参衆参勤触廻文案』（永禄11年2月18日付）

- 大舘左衛門佐（輝光）
- 細川駿河入道（実名不詳、細川典厩家か）
- 畠山式部少輔入道（維広）
- 一色式部大輔（輝清）
- 畠山伊豆守（維広の子[3]）
- 畠山孫六郎（伊豆守の弟[4]）
- 荒川三郎
- 伊勢備中入道（伊勢貞辰か？）
- 伊勢七郎左衛門尉（貞知）
- 三好日向守（長逸）

#### 義昭期
- 宍道隆慶
- 大館昭長
- 畠山秋高
- 一色秋教
- 和田惟政[5]

### その他
戦国時代以前

一色持信
戦国時代以降